# Уинбург

Флаг короткоживущей бурской республики в Уинбурге.

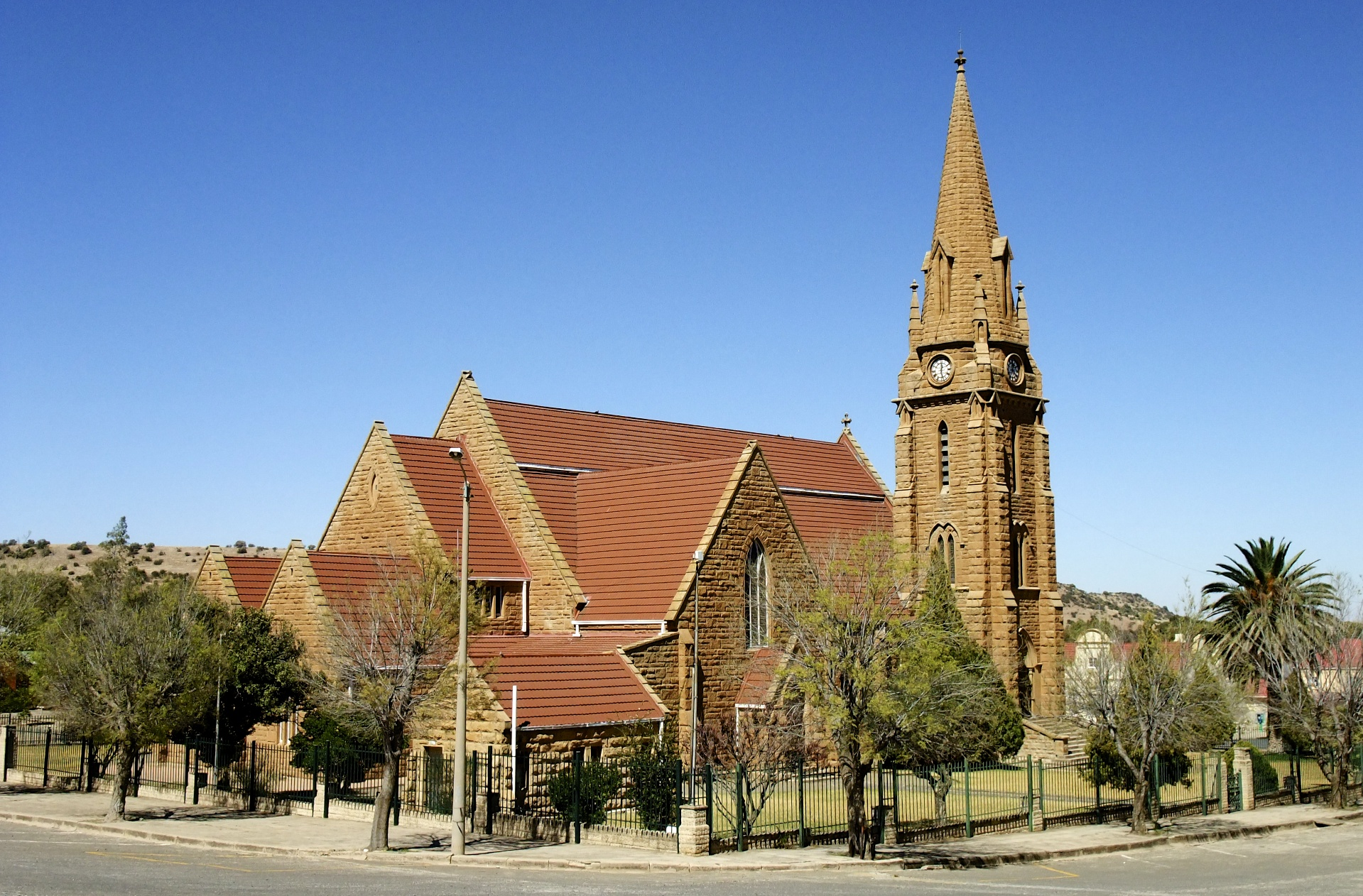
Голландская реформатская церковь в Уинбурге

Уинбург, африк. Winburg — посёлок в южноафриканской провинции Фри-Стейт. Основан в 1836 г. фуртреккерами и был первой столицей Оранжевого свободного государства.
Название изначально писалось Уэнбург, африк. Wenburg, «город победы», что согласно одним источникам связано с победой буров над королевством Матабеле, а согласно другим — с победой в юридическом споре о том, где следовало основать посёлок.
Посёлок был свидетелем различных сражений, в том числе во время Восстания Марица 1914.
В настоящее время это центр производства зерна и шерсти. Мимо проходит национальное шоссе N1. Также связан с национальным шоссе N5, которое ведёт в Гаррисмит.
В 1841 г. здесь основана 27-я община Голландской реформатской церкви — первая на территории будущей Оранжевой республики, то есть на 7 лет раньше, чем в Блумфонтейне. Эта церковь была второй по старшинству после церкви в Питермарицбурге (1839) из построенных в ЮАР за пределами Капской провинции. Раскол в церковной общине по поводу отношения к Восстанию Марица привёл к основанию отдельной церковной общины Ритфонтейн в 1917 г. в том же городе. Согласно переписи 2008 года, к старой церкви относилось 222 прихожанина, а к общине Ритфонтейн — 320.